# Dancaș, Iași
Dancaș este un sat în comuna Miroslava din județul Iași, Moldova, România.